# 銀河互聯網電視
銀河互聯網電視（ぎんがごれんもうでんし、中国語: 银河互联网电视、英語: Galaxy Internet Television、GITV）は、中華人民共和国の中央広播電視総台や江蘇省広播電視総台、北京愛奇芸科技によって設立された、インターネットテレビおよびコンテンツサービスプラットフォームの運用管理や開発、運用を行っている企業である。

## 概要
インターネットテレビの分野において技術研究開発および事業運営能力を備えており、ビジネス放送制御や端末プレゼンテーション、クラウドアクセラレーション、データ配信、およびその他のコアビジネスシステムをエンドツーエンドで制御している。中広電視等の多くのコンテンツサービスプラットフォームによって収集された高品質の本物のコンテンツリソースに依存し、多いビデオ環境下でインターネットテレビサービスの管理方法やビジネスモデル、および実装パスの調査と開発に取り組んでおり、江蘇互聯網電視やインターネットテレビユーザーのオールラウンドなニーズを満たすために、正規のコンテンツプラットフォームの作成を務めている。
コンテンツサービスプラットフォームと端末メーカーに正規のコンテンツリソースと高品質の技術製品サービスを提供することに取り組んでいる。中広電視のコンテンツプラットフォームは、100万時間の正規のビデオコンテンツリソースライブラリと34万時間以上の高解像度ビデオを予約し、3歳から80歳までの様々なユーザーのニーズをカバーしており、最も人気のある映画の大ヒット作と現在の映画の大ヒット作を更新している。
実写が開発した「木星」という名称のセットトップボックスを展開している。ファーウェイや小米科技等と共同で、セットトップボックスやスマートテレビを販売している。
iQIYIをセットトップボックスやスマートテレビで視聴可能なアプリ「銀河奇異果（中国語: 银河奇异果）」を提供している。

## 歴史
2011年11月、中央広播電視総台は、国家新聞出版広電総局が発行したインターネットテレビライセンスを正式に取得した。
2012年7月、中央広播電視総台や江蘇省広播電視総台、北京愛奇芸科技によって設立された。
2013年3月18日、最初の「スターシリーズ」端末製品である「木星」のOTTセットトップボックスの販売を発表した。これは、中国で最初の公式で商用化されたクアッドコアインターネットテレビセットトップボックスであると発表した。その後は前述した通り、ファーウェイや小米科技にも共同のセットトップボックスおよびスマートテレビを販売した。
2015年3月19日、全国的なインターネットテレビ事業運営のために、中国広播電視網路の独占的パートナーとなった。